# Régiment de Condé dragons (1776)
Pour les articles homonymes, voir Régiment de Condé (homonymie).
Le régiment de Condé-dragons est un régiment de cavalerie français d'Ancien Régime créé en 1665 sous le nom de régiment de Condé-cavalerie devenu sous la Révolution le 2e régiment de dragons.

## Création et différentes dénominations
- 16 mai 1635 : création du régiment d’Enghien cavalerie
- 30 juillet 1636 : réduit en compagnies franches
- 24 janvier 1638 : rétablissement du régiment d’Enghien cavalerie
- 26 décembre 1646 : renommé régiment de Condé cavalerie
- 20 janvier 1650 : cassé
- 26 février 1651 : rétablissement du régiment de Condé cavalerie
- 13 septembre 1651 : rayé des contrôles de l’armée royale
- 7 novembre 1659 : rentrée au service du roi du régiment de Condé cavalerie
- 18 avril 1661 : réformé
- 7 décembre 1665 : levée du régiment de Condé cavalerie
- 28 mars 1763 : réorganisé par incorporation du régiment de Lautrec cavalerie
- 25 mars 1776 : transformé en dragons, le régiment de Condé dragons
- 1er janvier 1791 : renommé 2e régiment de dragons'

## Équipement

### Étendards
6 étendards de « ſoye ventre de biche, Soleil d’or au milieu, les armes de Condé & fleurs de lys d’or aux coins, & frangez d’or ».
expertisé par Bertrand Malvaux, le guidon du régiment Condé-dragons est conservé au musée de l'Armée depuis 2018.

Étendards
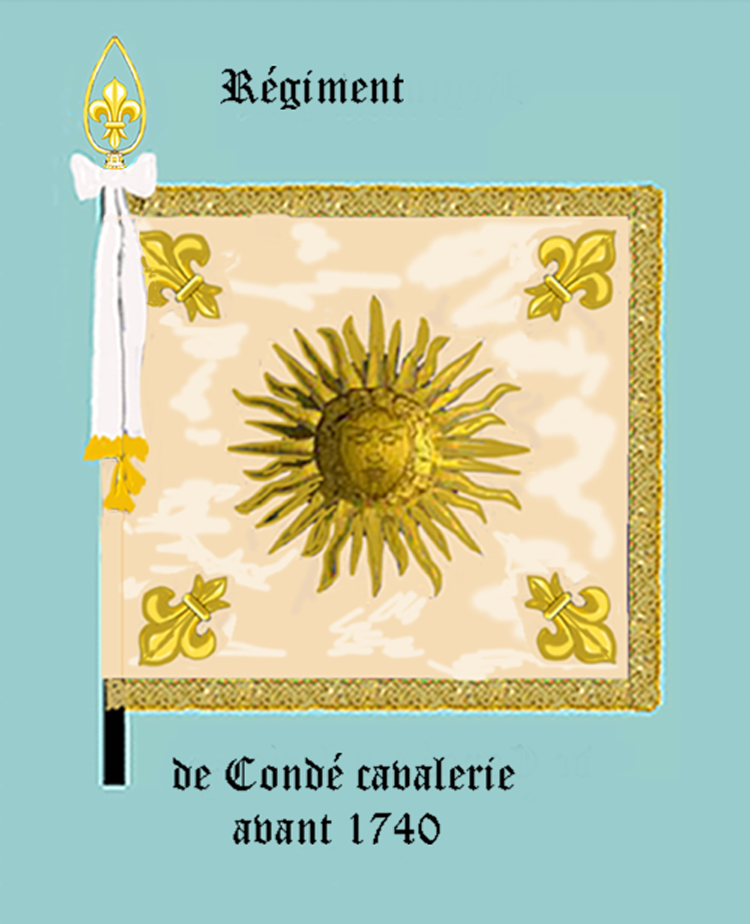
régiment de Condé cavalerie avant 1740, avers
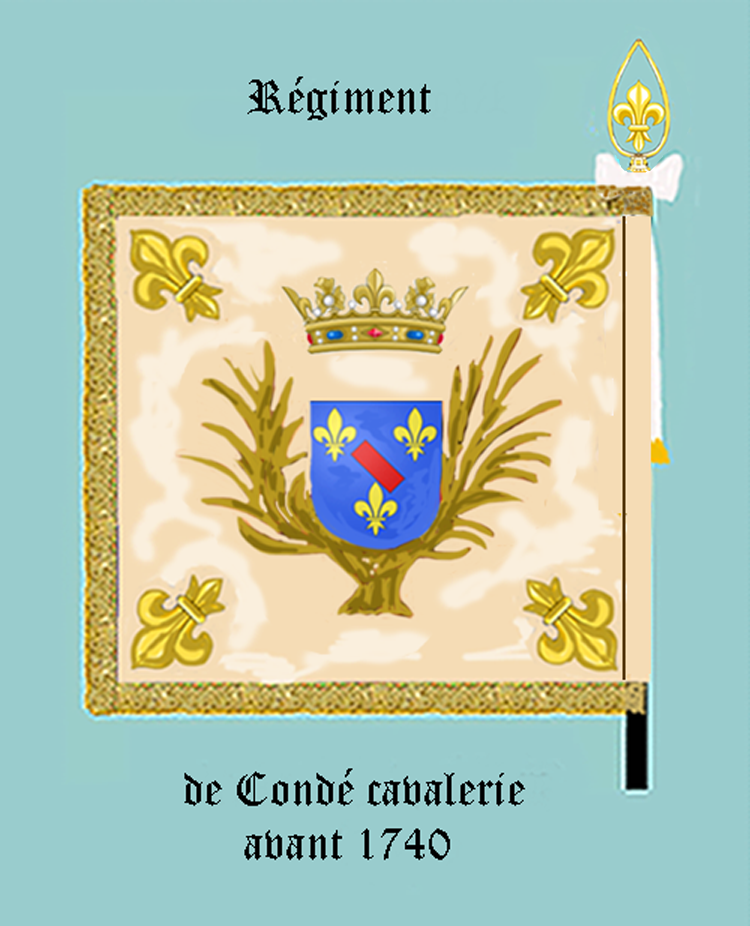
régiment de Condé cavalerie avant 1740, revers
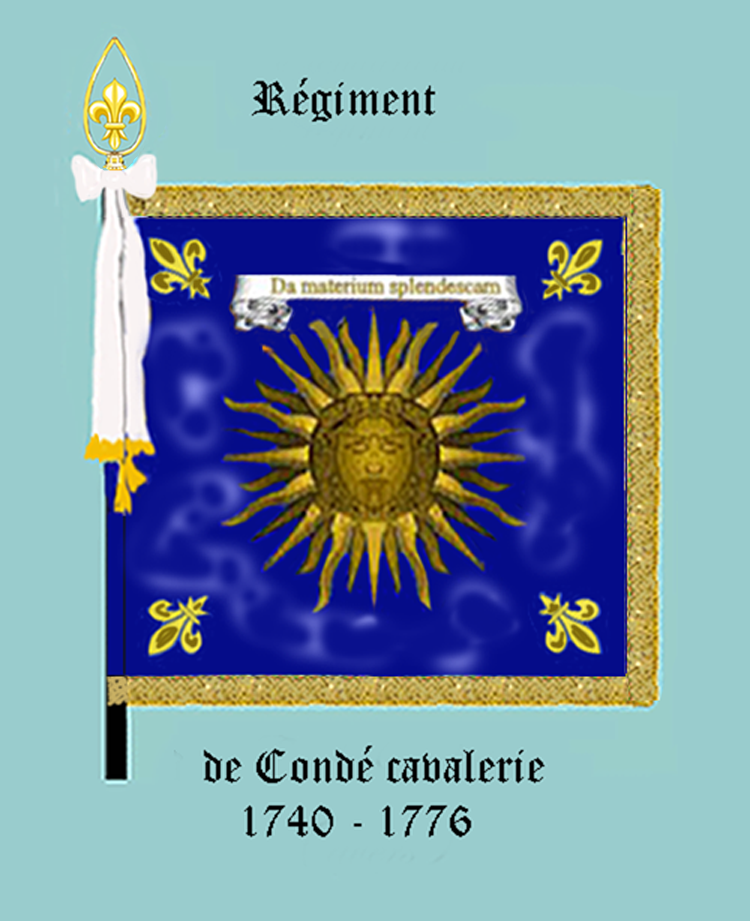
régiment de Condé cavalerie de 1740 à 1776, avers
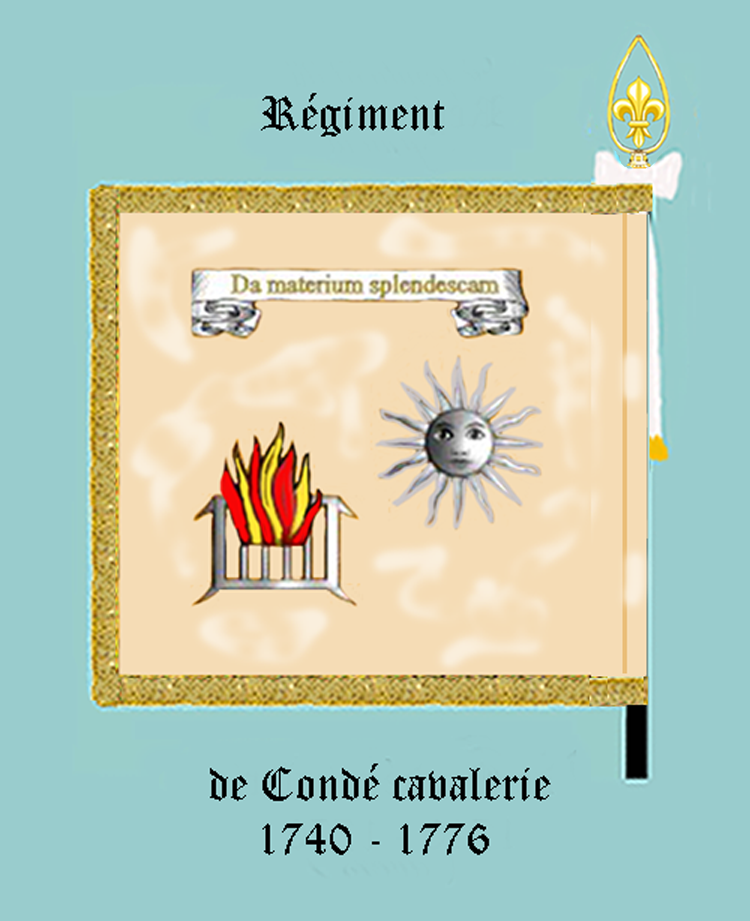
régiment de Condé cavalerie de 1740 à 1776, revers

### Habillement

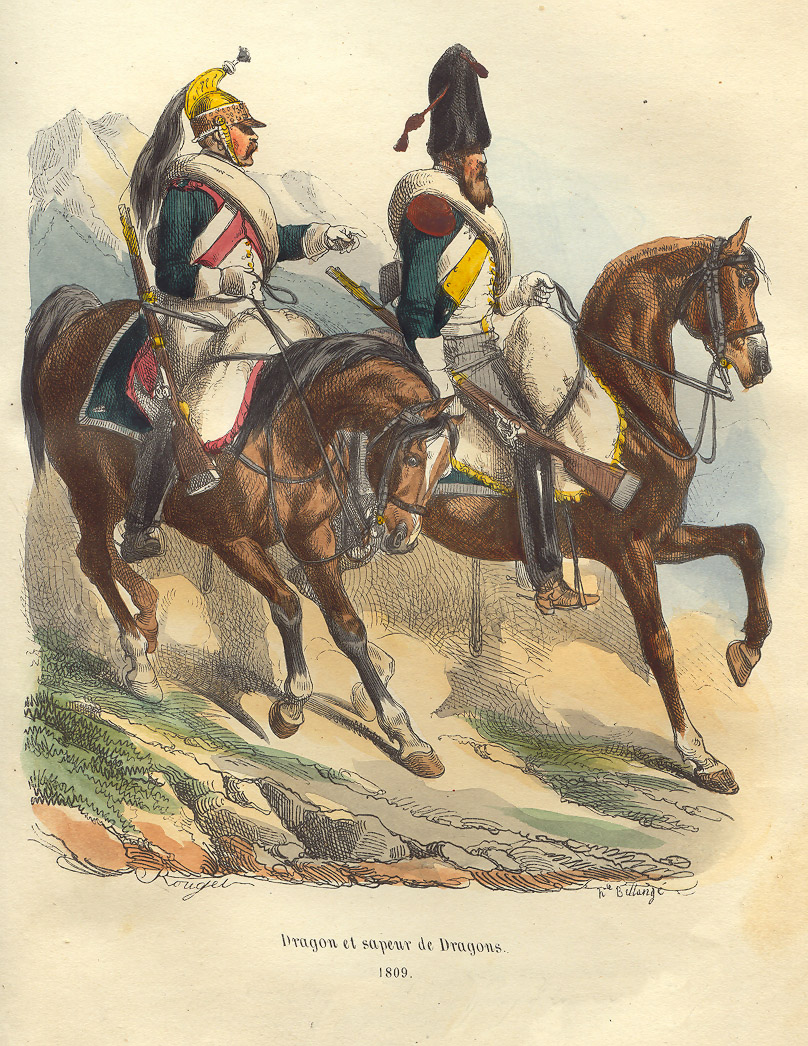
Dragon et sapeur de dragons en 1809, gravure de Bellangé illustrant l’Histoire de Napoléon de Laurent de l’Ardèche, 1843.

Uniformes de cavalerie
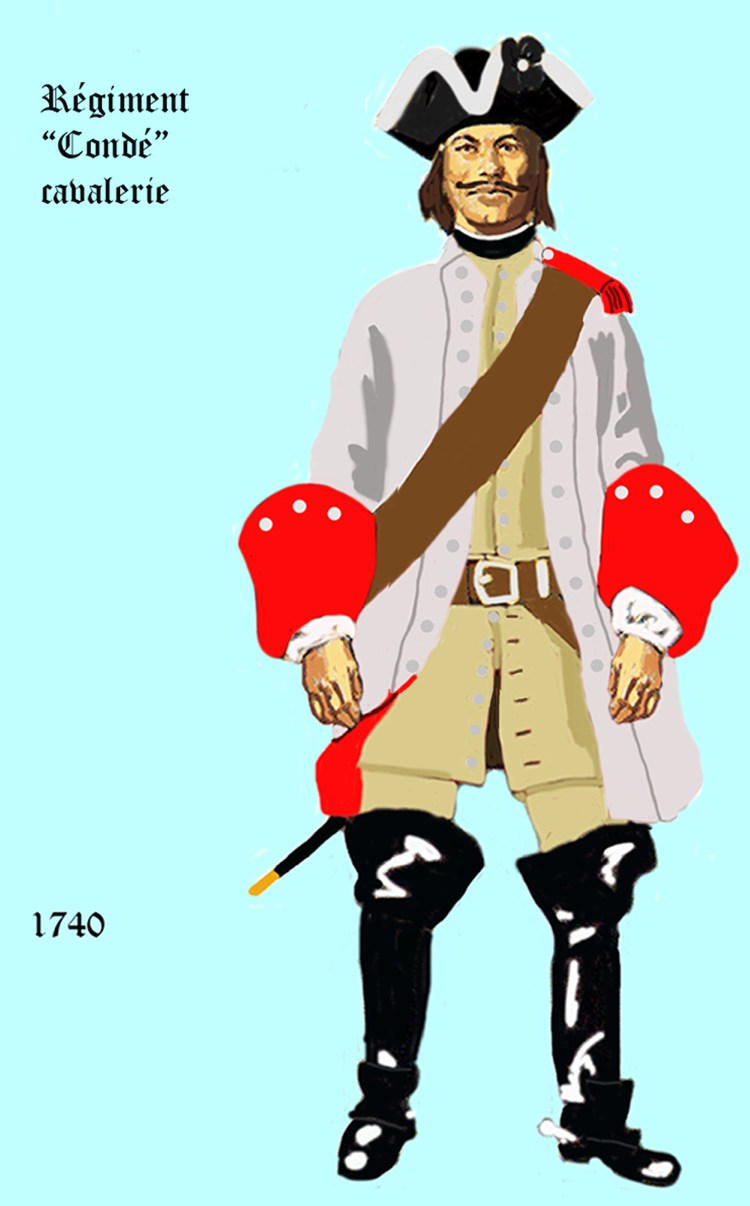
régiment de Condé cavalerie de 1740 à 1757
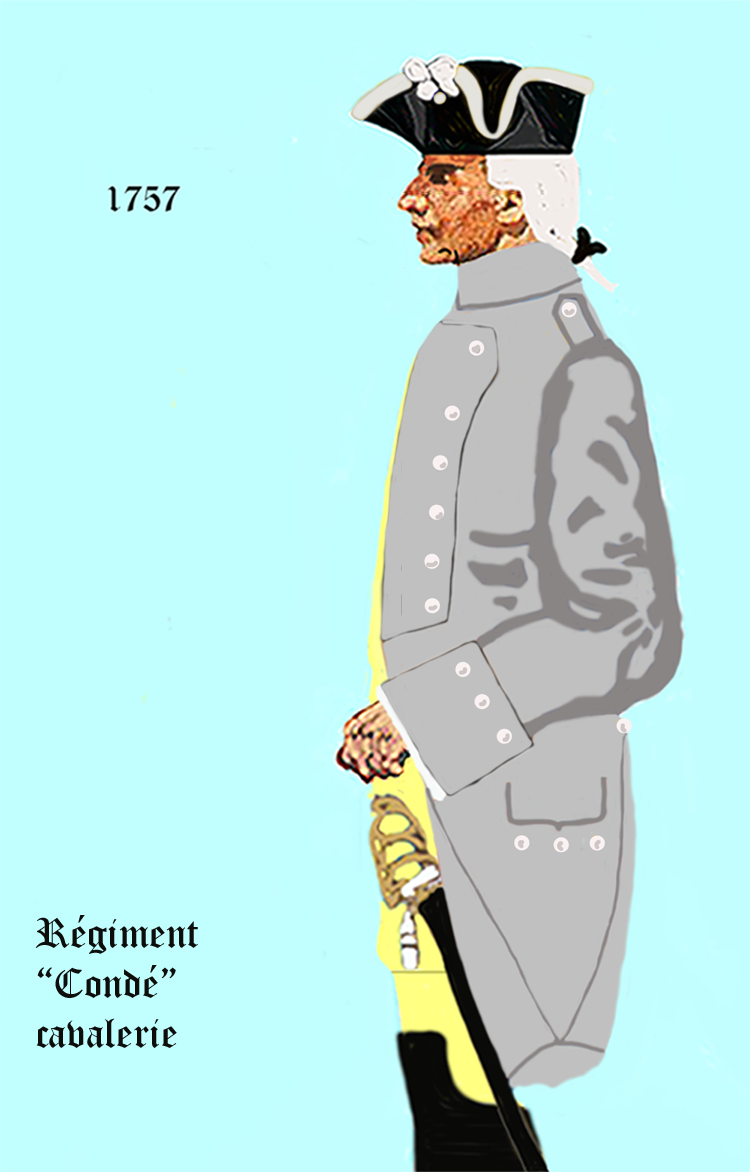
régiment de Condé cavalerie de 1757 à 1762
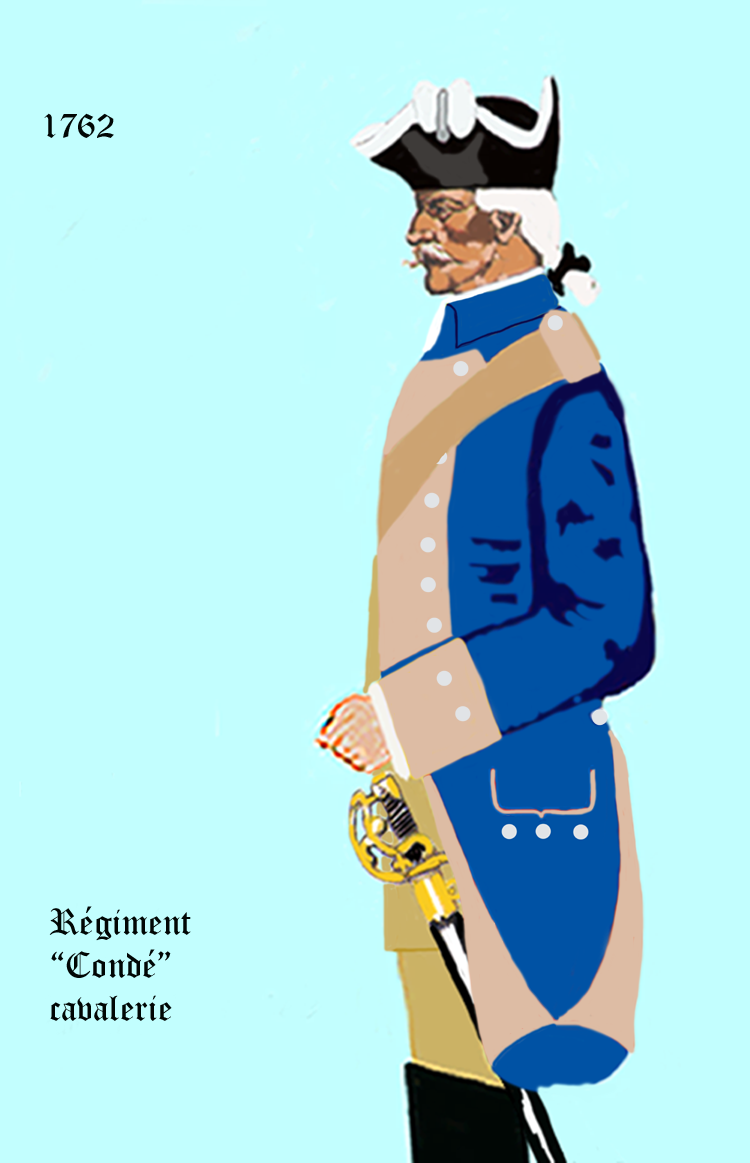
régiment de Condé cavalerie de 1762 à 1767
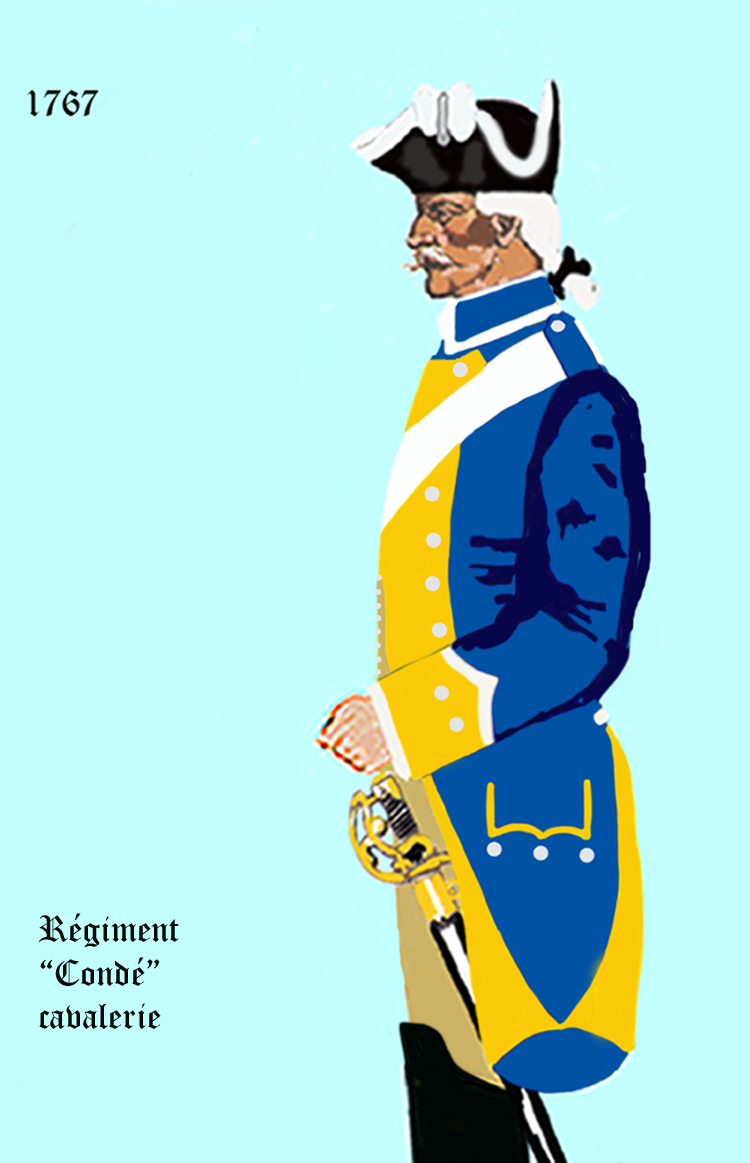
régiment de Condé cavalerie de 1767 à 1776

Uniformes de dragons
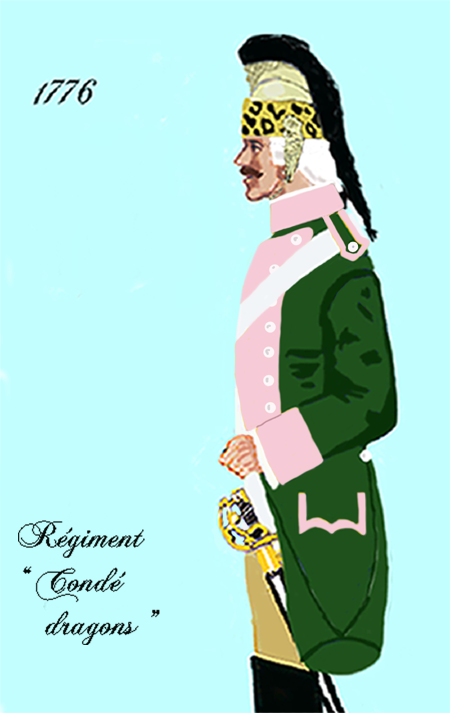
régiment de Condé dragons de 1776 à 1779
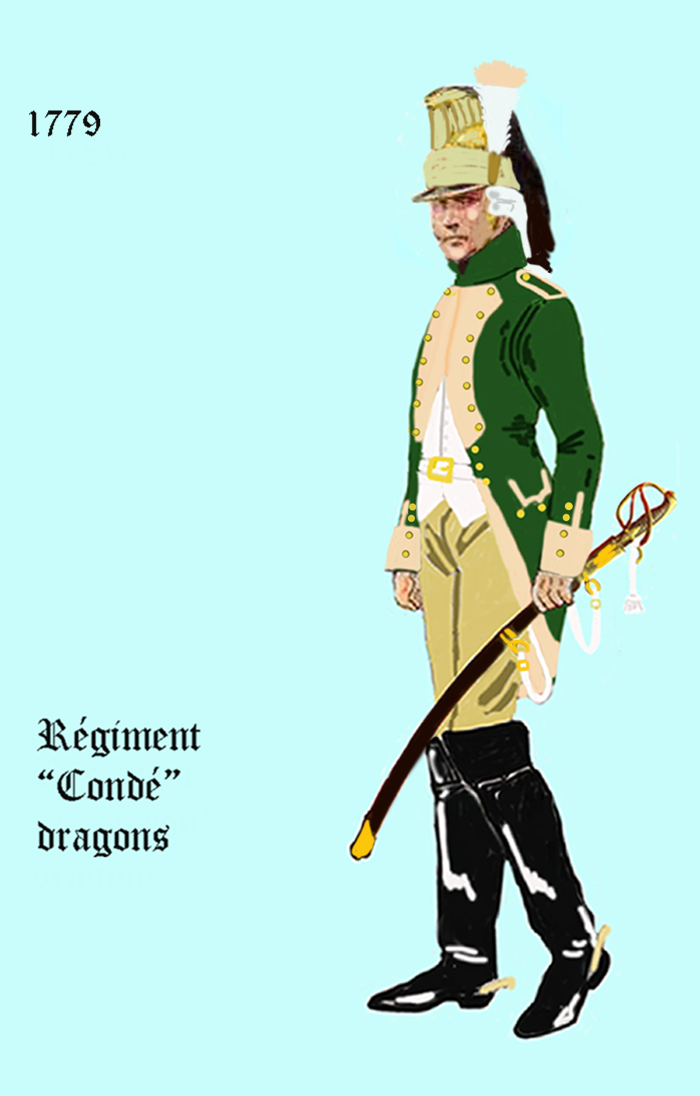
régiment de Condé dragons de 1779 à 1786
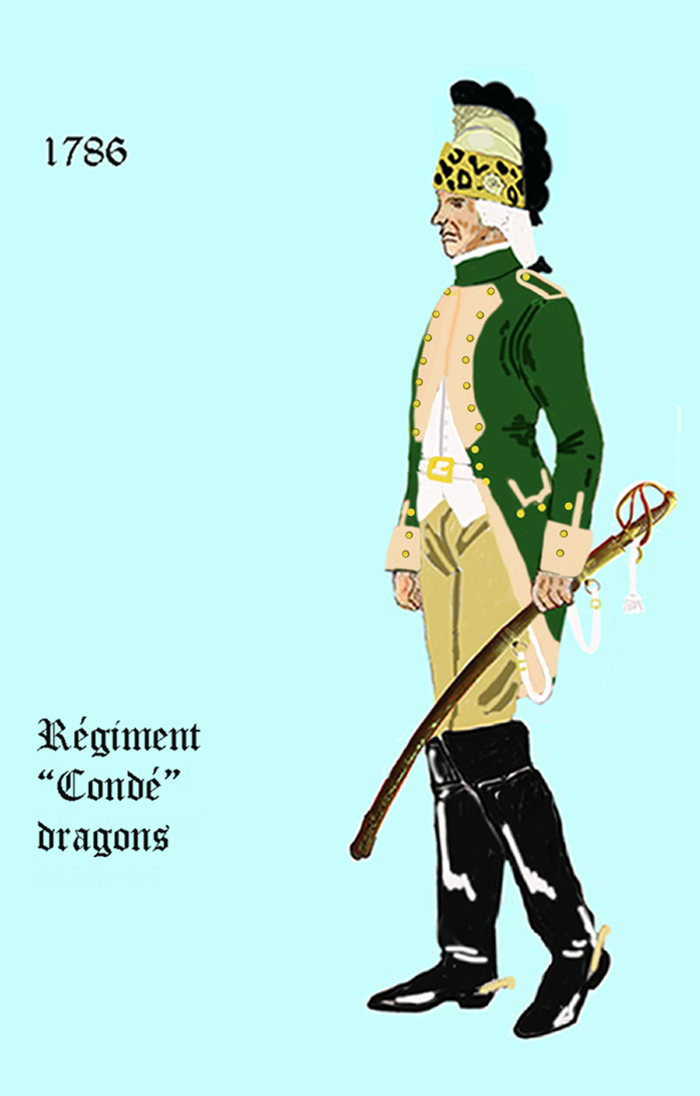
régiment de Condé dragons de 1786 à 1791
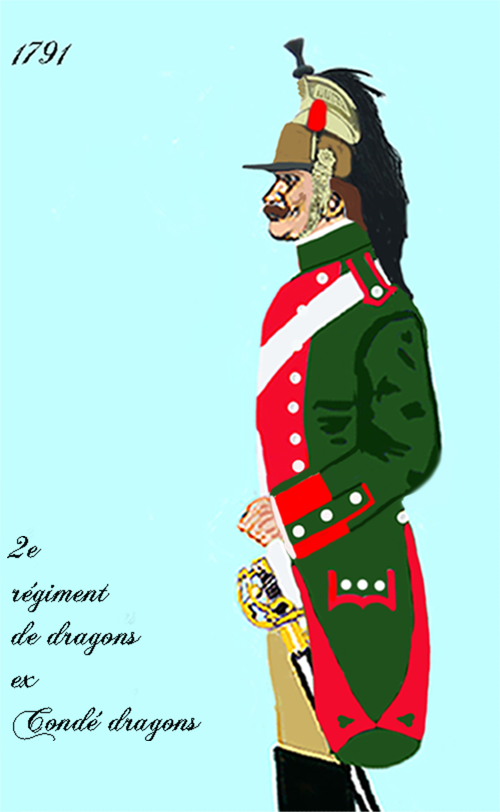
2e régiment de dragons à partir de 1791

## Colonels et mestres de camp
- 16 mai 1635 : N. de Saulx, chevalier de Tavannes
- 1639 : N. marquis de Livry
- 1645 : Clériadus de Choiseul, marquis de Lanques
- 26 février 1651 : Hérard Bouton, marquis de Chamilly
- 1654 : Noël Bouton, comte de Chamilly, maréchal de France en 1703
- 7 novembre 1659 : Jean de Coligny, comte de Saligny
- 9 août 1671 : Jean comte de Coligny
- 22 mars 1682 : N. du Caylar de Saint-Bonnet, marquis de Toiras
- 7 février 1694 : N., marquis de Cérisy
- 23 mars 1705 : N. de Rochechouart, marquis de Montpipeau
- 1715 : N., prince de Bournonville
- 24 novembre 1719 : Louis Charles, marquis de Gouffier, brigadier le 1er août 1734, maréchal de camp le 1er janvier 1740
- 21 février 1740 : Jean de La Guiche de Sivignon, comte de La Guiche, brigadier le 27 juillet 1746, déclaré maréchal de camp en décembre 1748 par brevet du 10 mai, lieutenant-général le 17 décembre 1759

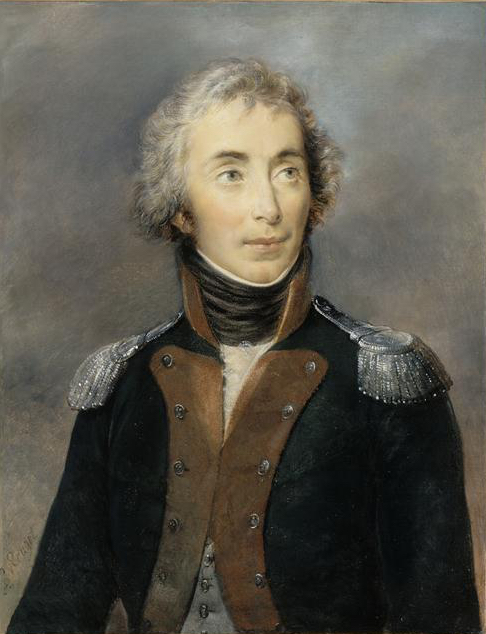
Emmanuel de Grouchy, colonel du 2e régiment de dragons en 1792.

- 1er février 1749 : Amable Charles, chevalier de La Guiche
- 20 février 1761 : Pierre Joseph de Foix, comte de Toulouse-Lautrec
- 13 avril 1780 : Hercule Philippe Étienne de Baschi, comte du Cayla
- 10 mars 1788 : Arinal François, comte de Jaucourt
- 1792 : colonel Emmanuel de Grouchy

### Campagnes et batailles
- 1760: Bataille de Corbach

Le 2e régiment de dragons a fait les campagnes de 1792 à 1793 à l’armée du Nord ; 1794 à l’armée de l’Ouest. Ce régiment prit une part brillante à la bataille de Nerwinde, le 18 mars 1793.
Il a fait les campagnes des ans IV et V à l’armée de Sambre-et-Meuse ; an VI aux armées de l’Ouest et de Mayence ; an VII aux armées de Mayence et du Danube ; ans VIII et IX à l’armée du Rhin. Faits d’armes : affaire de Bamberg, le 6 août 1796.
Campagnes des ans XII et XIII à la 1re division de réserve de cavalerie ; an XIV à la Grande Armée ; 1806 et 1807 au corps de réserve de cavalerie de la Grande Armée ; de 1808 à 1812 à l’armée d’Espagne ; 1813 à l’armée d’Espagne et au corps d’observation de Bavière ; 1814 au 5e corps de cavalerie de la Grande Armée et garnison de Dantzig ; 1815 à la 4e division de réserve de cavalerie.

### Quartiers
Bourges en 1781 voir Etat Militaire
- Lamballe[1]